# Moerasandijvie
Moerasandijvie (Tephroseris palustris, synoniem: Senecio congestus) is een soort uit het geslacht Tephroseris. 

## Determinatie
Moerasandijvie is een één tot tweejarige, kruidachtige plant. Ze bereikt een hoogte van ongeveer 30–100(–150) cm. De bloemhoofdjes zijn geel en bevatten zowel straalbloemen als buisbloem. Het gemiddeld aantal straalbloemen is 21 waarvan de uit het hoofdje stekende lint -de plaat- ongeveer een centimeter lang is. De hoofdjes ruiken naar honing. De nootjes zijn sterk geribd. Het pappus varieert in kleur van wit tot lichtgeel. De bloemhoofdjes staan in een vrij dichte schermvormige pluim.
De stengel is hol en heeft groeven. De holte in de stengel dient ervoor om lucht naar de wortels te voeren omdat die zich in een natte zuurstofarme bodem bevinden. De stengelbladeren zijn lancetvormig en behaard. De bladrand varieert van getand tot gaafrandig. De bladeren van het bladrozet, waarmee de plant overwintert, zien er bepaald anders uit dan de stengelbladen. Ze zijn ietwat vlezig en na verloop van tijd aan de bovenkant onbehaard. Ze worden ongeveer 20 cm lang en zijn diep getand. Wanneer de plant bloeit zijn deze bladeren inmiddels afgestorven.

## Ecologie
Moerasandijvie is een pioniersoort van open, natte en droogvallende, (ietwat) zilte terreinen, waarin ze een belangrijke rol speelt in het dichtgroeien ervan. De plant wordt vanwege haar nectar veelvuldig bezocht door insecten.

### Syntaxonomie
Moerasandijvie staat te boek als kensoort voor de associatie van goudzuring en moerasandijvie (Rumicetum maritimi).

## Verspreiding
Het zwaartepunt van het Europese verspreidingsgebied van moerasandijvie ligt in Nederland. Buiten Europa komt deze plant voor in Siberië en Alaska. Deze eenjarige pionier komt afhankelijk van de omstandigheden het ene jaar in grotere aantallen voor dan het andere jaar. Met de inpoldering van de IJsselmeerpolders is het areaal aanzienlijk toegenomen. In de Oostvaardersplassen komt zij elk jaar voor. Op de Marker Wadden komt zij zelfs in groten getale voor.
De indruk bestaat dat deze plant die op de Nederlandse rode lijst staat in aantallen een afnemende trend laat zien. Voor België is zij een zeldzame tot zeer zeldzame verschijning. Voor 1955 gold ze als uitgestorven, maar nadien wordt ze er -onder invloed van de aanleg van de IJsselmeerpolders- weer hier en daar waargenomen.